# لويس جولدسميث
لويس جولدسميث (بالإنجليزية: Louis Goldsmith)‏ (14 سبتمبر 1846 بملبورن في أستراليا - 15 سبتمبر 1911) هو لاعب كريكت أسترالي. لعب مع فريق فكتوريا للكريكت.

## وصلات خارجية
- لويس جولدسميث على موقع إي آس بي آن كريك إنفو (الإنجليزية)